# Iida Yoshikuni
Iida Yoshikuni (jap. 飯田 善国; * 10. Juli 1923 in Ashikaga; † 19. April 2006 in Matsumoto) war ein japanischer Maler und Bildhauer. Iida war mit der Österreicherin Katharina Beitl aus dem Hause des Dichters Richard Beitl verheiratet.

## Leben

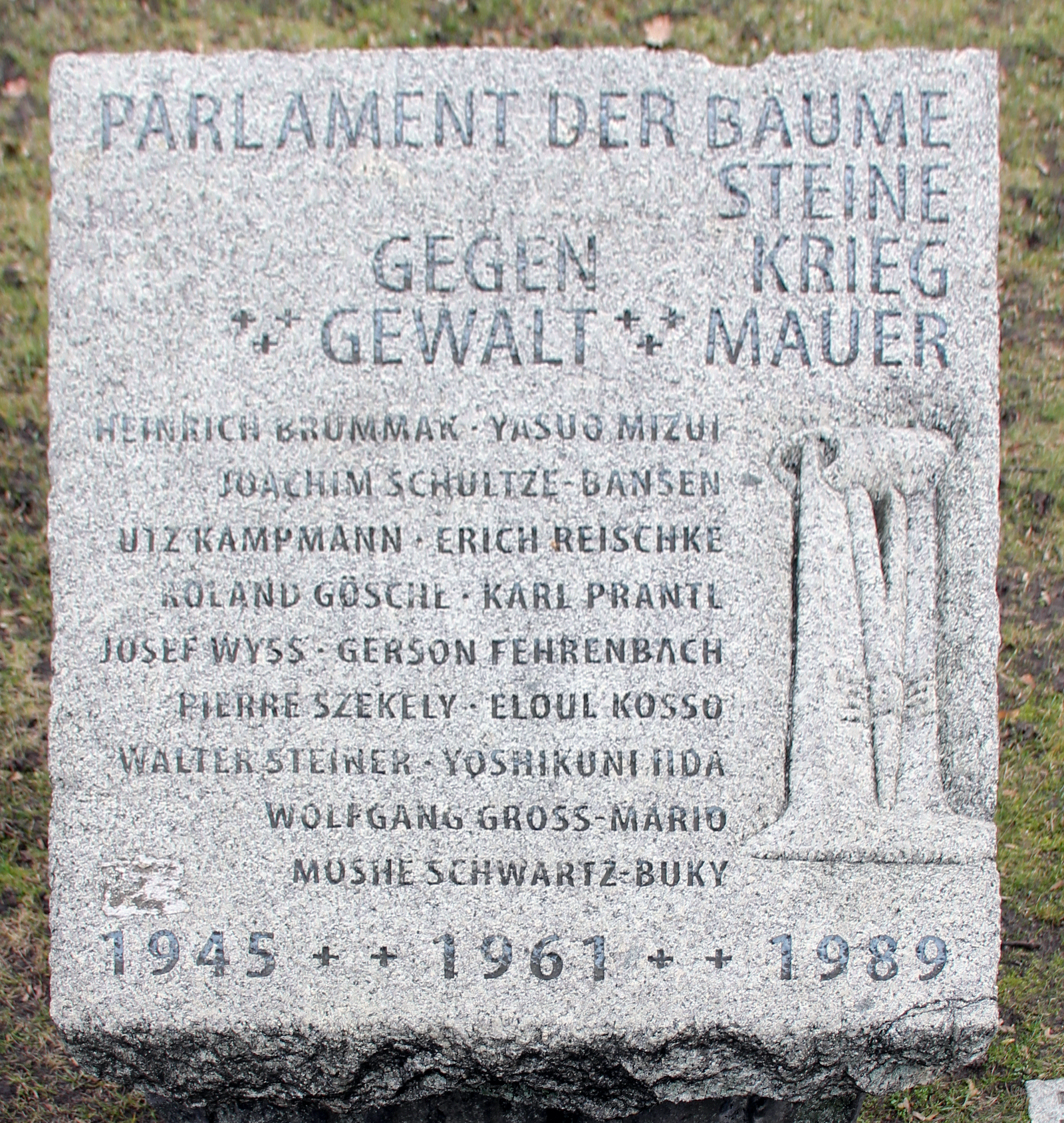
Parlament der Bäume, in Berlin-Tiergarten

Yoshikuni Iida wurde 1923 in Ashikaga, in der Präfektur Tochigi geboren. Er studierte Kunstgeschichte an der renommierten Privatuniversität Keio in Tokio und graduierte 1949. Es folgte ein Studium der Ölmalerei unter Umehara Ryūsaburō an der ebenfalls prestigeträchtigen staatlichen Tōkyō Geijutsu Daigaku. Nach seiner Graduation 1953, feierte Iida seine erste Ausstellung in der Maruzen Galerie in Tokio.
1953 wurde Iida Mitglied der Vereinigung Atarashiki Mura („Neues Dorf“) von Mushanokōji Saneatsu. 1954 begann er den Zyklus „Nächtliche Anblicke“ und trat ein in die „Künstlervereinigung der Acht“ (八人の会, Hachinin no kai).
1956 reiste Iida nach Europa, wo er in Rom, Wien und West-Berlin arbeitete. Er pflegte eine enge Freundschaft zu dem Frankfurter Bildhauer Hans Steinbrenner. Während seines Europaaufenthalts wechselte Iida von der Malerei zur bildenden Kunst. 1966 war er in jener Sparte Gast des Berliner Künstlerprogramms. 
1968 kehrte er über Kanada und die USA nach Japan zurück, wo er während seines Auslandsaufenthalts zu einem der bedeutendsten Bildhauer abstrakter Kunst avanciert war.
Es folgten zahlreiche Ausstellungen in Japan und im Ausland, darunter London, New York und Frankfurt am Main. 1983 wurde Yoshikuni Iida Professor für Architektur an der Hōsei-Universität in Tokio. Yoshikuni Iida starb 2006 an Herzversagen während einer Reise nach Matsumoto.

## Auszeichnungen
- Förderungspreis der Stadt Wien, 1961
- 1. Platz beim Denkmalskulpturpreis der Stadt Berlin, 1967
- 8th Contemporary Art Exhibition of Japan Grand Prize, Museums für moderne Kunst in Kamakura, 1968